# Begonia obovatistipula
Espèce
Begonia obovatistipula est une espèce de plantes de la famille des Begoniaceae.
L'espèce fait partie de la section Ephemera.
Elle a été décrite en 1914 par Casimir Pyrame de Candolle (1836-1918).
En 2018, l'espèce a été assignée à une nouvelle section Ephemera, au cycle annuel, au lieu de la section Pritzelia.

## Répartition géographique
Cette espèce est originaire du pays suivant : Paraguay.